# 1997 w literaturze
Wydarzenia literackie w 1997 roku.

## Wydarzenia
- luty – z okazji 70-lecia Polskiego Radia Kraków wydano płytę kompaktową z głosami 57 poetów (m.in. Leopold Staff, Julian Przyboś, Mieczysław Jastrun, Konstanty Ildefons Gałczyński, Wisława Szymborska, Czesław Miłosz, Zbigniew Herbert, Tadeusz Różewicz).
- marzec – prezesem Pen Clubu zostaje Jacek Bocheński.
- 23-26 kwietnia – V Festiwal „Świat Literacki”, w tym roku poświęcony literaturze włoskiej i hiszpańskiej.
- 3-5 maja – V Warszawskie Dni Literatury (organizatorem jest Stowarzyszenie Pisarzy Polskich).
- z 6 na 7 maja zapada decyzja o rozwiązaniu kabaretu Piwnica pod Baranami.
- 13 maja – ogłoszenie (w dodatku do Gazety Wyborczej) listę dwudziestu nominowanych książek do nagrody literackiej Nike.
- 15 maja – do Polski przyjeżdża Gustaw Herling-Grudziński.
- 15-19 maja – XLII Międzynarodowe Targi Książki w Warszawie. Gościem honorowym jest w tym roku Austria.
- 23 maja – prapremiera Prawiek i inne czasy Tokarczuk w Teatrze Dramatycznym w Wałbrzychu.
- 11-15 czerwca – W Teatrze Powszechnym w Radomiu odbywa się III Międzynarodowy Festiwal Gombrowiczowski.
- Gazeta Wyborcza w numerze 138 z 16 czerwca informuje, że kolekcjoner T. Niewodniczański odzyskał album zawierający rękopisy 42 utworów Mickiewicza (tzw. Album Moszyńskiego), który skradziono mu w 1993 roku.
- Według Tygodnika Powszechnego (nr 36 z 7 lipca) straty kultury polskiej spowodowane lipcową powodzią (zalane magazyny biblioteczne) mogą wynosić co najmniej 51 mln złotych, jednak kwota ta może wzrosnąć nawet do 200 mln.
- 11-14 września – VIII Krajowe Targi Książki w Warszawie.
- We wrześniu wyłoniono listę siedmiu książek nominowanych do nagrody Nike.
- 3-6 października – Impreza literacka Kraków miastem poezji – Spotkanie Poetów Wschodu i Zachodu w ramach programu Kraków 2000.
- 9-11 października – Międzynarodowy Festiwal Artystyczny „Ostry Nawrót Dekadencji” w Poznaniu (organizator: Czas Kultury).
- 10-18 października – II Festiwal Warszawa Pisarzy.
- 19 października – przyznano pierwszą nagrodę literacką Nike dla Widnokręgu Wiesława Myśliwskiego. W plebiscycie czytelników zwyciężyła powieść Prawiek i inne czasy Olgi Tokarczuk.
- 23-25 października – I Krakowskie Targi Książki.
- 17-23 listopada – III Toruński Festiwal Książki.
- 11 grudnia – Jacques Derrida otrzymuje tytuł doktora honoris causa Uniwersytetu Śląskiego w Katowicach. Przyznanie tytułu wzbudziło liczne kontrowersje.

## Proza beletrystyczna i literatura faktu

### Język polski

#### Pierwsze wydania
- antologia – Trzynaście kotów
- Wojciech Cejrowski – Podróżnik WC
- Izabela Filipiak – Niebieska menażeria (Wydawnictwo Sic!)[1]
- Józef Hen - Prawo i pięść (Świat Literacki)[2]
- Gustaw Herling-Grudziński – Gorący oddech pustyni
- Witold Horwath – Seans
- Włodzimierz Kowalewski – Powrót do Breitenheide
- Zygmunt Kubiak – Mitologia Greków i Rzymian
- Stanisław Lem – Dziury w całym
- Czesław Miłosz
  - Abecadło Miłosza
  - Piesek przydrożny
  - Życie na wyspach
- Andrzej Tadeusz Mazurkiewicz – Upadek aniołów
- Grzegorz Musiał – Al fine
- Marek Nowakowski – Strzały w motelu «George», czyli Skarb Krwawego Barona (Oficyna Wydawnicza Most)
- Jerzy Pilch
  - Tezy o głupocie, piciu i umieraniu
  - Tysiąc spokojnych miast
- Zyta Rudzka – Pałac Cezarów
- Andrzej Sapkowski – Wieża Jaskółki
- Andrzej Stasiuk – Dukla
- Olga Tokarczuk – Szafa
- Adam Wiedemann – Wszędobylstwo porządku

#### Tłumaczenia
- Bohumil Hrabal – Czuły barbarzyńca (Něžný barbar), przeł. Aleksander Kaczorowski
- P.D. James - Zmysł zabjania (A Mind to Murder), przeł. Roman Palewicz (Prószyński i S-ka)[3]
- Thaddée Matura – Święty Franciszek z Asyżu, przeł. Marek Przepiórka
- Isaac Bashevis Singer – Golem, przeł. Anna Bartkowicz

### Pozostałe języki

#### Język angielski
- Richard Flanagan - Klaśnięcie jednej dłoni (The Sound of One Hand Clapping)
- Dennis Lehane – Pułapka zza grobu (Sacred)
- J.K. Rowling – Harry Potter i Kamień Filozoficzny (Harry Potter and the Philosopher's Stone)
- Stepan Chapman – Trojka (The Troika)

#### Inne
- Michal Ajvaz - Turkusowy orzeł (Tyrkusový orel)
- Mitch Albom - Niezapomniana lekcja życia: wtorki z Morriem (Tuesdays with Morrie)
- Majgull Axelsson - Kwietniowa czarownica (Aprilhäxan)[4]
- José Saramago – Wszystkie imiona (Todos os nomes)

## Wywiady
- Gustaw Herling-Grudziński, Włodzimierz Bolecki – Rozmowy w Dragonei (Wydawnictwo Szpak)[5]

## Dramaty

### Język polski
- Tadeusz Różewicz:
  - Kartoteka rozrzucona
  - Palacz

## Poezja

### Język polski

#### Pierwsze wydania
- Leszek Engelking – Dom piąty (Miniatura, Kraków)
- Krzysztof Karasek – Święty związek
- Ewa Lipska – Ludzie dla początkujących (Wydawnictwo a5, Poznań)
- Tadeusz Pióro – Wiersze okolicznościowe
- Piotr Sommer – Nowe stosunki wyrazów (wiersze z lat siedemdziesiątych i osiemdziesiątych)
- Andrzej Sosnowski – Stancje
- Jerzy Szymik
  - Dotyk źrenicy
  - 102 wiersze – wybór poezji
- Eugeniusz Tkaczyszyn-Dycki – Liber mortuorum
- Wojciech Wencel – Oda na dzień św. Cecylii ((Wydawnictwo Marabut, Gdańsk)

### Pozostałe języki
- Derek Mahon - Żółta książka (The Yellow Book)
- Mario Benedetti – La vida ese paréntesis
- Matilde Camus – Świat wewnętrzny (Mundo interior)

## Prace naukowe i biografie

### Język polski
- Przemysław Czapliński – Ślady przełomu. O prozie polskiej 1976-1996
- Tadeusz Drewnowski – Próba scalenia. Literatura polska 1944-1989. Obiegi – wzorce – style
- Marta Fik – Autorytecie wróć? Szkice o postawach polskich intelektualistów po październiku 1956
- Michał Głowiński – Ekspresja i empatia
- Rafał Grupiński, Izolda Kiec – Niebawem spadnie błoto czyli kilka uwag o literaturze nieprzyjemnej
- Jerzy Jarzębski – Apetyt na Przemianę. Notatki o prozie współczesnej
- Michał Paweł Markowski – Efekt inskrypcji. Jacques Derrida i literatura
- Andrzej Mencwel – Przedwiośnie czy potop. Studium postaw polskich w XX wieku
- Cezary Michalski – Powrót człowieka bez właściwości
- Mieczysław Orski – Autokreacje i mitologie (zwięzły opis spraw literatury lat 90.)
- Marian Stala – Druga strona. Notatki o poezji współczesnej
- Leszek Szaruga – Dochodzenie do siebie. Wybrane wątki literatury po roku 1989
- Maciej Świerkocki – Postmodernizm – paradygmat nowej kultury (Wydawnictwo Uniwersytetu Łódzkiego)

## Zmarli
- 9 stycznia – Anna Lisowska-Niepokólczycka, polska pisarka (ur. 1930)
- 19 stycznia – James Dickey, amerykański poeta i powieściopisarz (ur. 1923)
- 25 stycznia – Werner Aspenström, szwedzki poeta i dramaturg (ur. 1918)
- 29 stycznia – Osvaldo Soriano, argentyński pisarz i dziennikarz (ur. 1943)
- 3 lutego – Bohumil Hrabal, czeski pisarz (ur. 1914)
- 25 lutego – Andriej Siniawski, rosyjski pisarz, eseista i historyk literatury (ur. 1925)
- 5 marca – Marian Cezary Abramowicz, polski prozaik i poeta (ur. 1934)
- 6 marca – Bernard Antochewicz, polski poeta oraz tłumacz poezji niemieckiej (ur. 1931)
- 7 marca – Agnieszka Osiecka, polska poetka (ur. 1936)
- 14 marca – Jurek Becker, niemiecki pisarz (ur. 1937)
- 20 marca – Victor Sawdon Pritchett, angielski pisarz i krytyk literacki (ur. 1900)
- 22 marca – Leszek Bakuła, polski pisarz (ur. 1930)
- 27 marca – Ella Maillart, szwajcarska pisarka, fotografka, podróżniczka (ur. 1903)
- 30 marca – Krzysztof Nowicki, polski prozaik, poeta i krytyk (ur. 1940)
- 5 kwietnia – Allen Ginsberg, amerykański poeta (ur. 1926)
- 10 kwietnia – Alfred Łaszowski, polski powieściopisarz, krytyk literacki, publicysta (ur. 1914)
- 15 kwietnia – Sam Moskowitz, amerykański redaktor, pisarz, krytyk i publicysta science fiction (ur. 1920)
- 16 kwietnia – Roland Topor, francuski pisarz polsko-żydowskiego pochodzenia, dramaturg (ur. 1938)
- 10 maja – Lars Ahlin, szwedzki pisarz (ur. 1915)
- 15 maja – Andrzej Drawicz, polski krytyk, historyk literatury rosyjskiej, tłumacz (ur. 1932)
- 18 czerwca – Lew Kopielew, rosyjski pisarz, literaturoznawca i historyk literatury (ur. 1912)
- 7 lipca – Leo Lipski, polski prozaik (ur. 1917)
- 20 lipca – Arshi Pipa, albański poeta, pisarz, filozof i krytyk literacki (ur. 1920)
- 2 sierpnia
  - William S. Burroughs, amerykański pisarz i poeta (ur. 1914)
  - Rhydwen Williams, walijski pisarz i poeta (ur. 1916)
- 6 sierpnia – Waldemar Kotowicz, polski pisarz (ur. 1925)
- 25 sierpnia – Robert Pinget, francuski pisarz (ur. 1919)
- 30 sierpnia – Tadeusz Chudy, polski poeta (ur. 1931)
- 29 września – Władysław Bochenek, polski poeta, prozaik, tłumacz (ur. 1920)
- 3 października – A.L. Rowse, brytyjski historyk, poeta, pamiętnikarz, biograf i krytyk (ur. 1903)
- 14 października – Harold Robbins, amerykański pisarz (ur. 1916)
- 16 października – James A. Michener, amerykański pisarz (ur. 1907)
- 30 października – Samuel Fuller, amerykański pisarz i reżyser (ur. 1912)
- 5 listopada – James Robert Baker, amerykański nowelista, satyryk i scenarzysta (ur. 1946)
- 30 listopada – Kathy Acker, amerykańska powieściopisarka feministyczna (ur. 1947)
- 3 grudnia – Henryk Czarnecki, polski pisarz (ur. 1925)
- 16 grudnia – Pawoł Völkel, górnołużycki prozaik (ur. 1931)
- 20 grudnia – Denise Levertov, brytyjsko-amerykańska poetka i pisarka (ur. 1923)
- 25 grudnia – Rui Knopfli, mozambicki poeta (ur. 1932)

## Nagrody
- Bollingen Prize for Poetry – Gary Snyder
- International IMPAC Dublin Literary Award - Javier Marías za Serce tak białe (Corazón tan blanco)
- Nagroda Cervantesa – Guillermo Cabrera Infante
- Nagroda Goncourtów – Patrick Rambaud, La Bataille
- Nagroda Jaroslava Seiferta - Karel Milota za książki Antilogie aneb Protisloví i Ďáblův dům
- Nagroda Kościelskich – Olga Tokarczuk, Andrzej Sosnowski
- Nagroda Nike – Wiesław Myśliwski, Widnokrąg
- Nagroda Nobla – Dario Fo
- Premio Sor Juana Inés de la Cruz – Laura Restrepo

## Rynek książki[6]
- Liczba tytułów wydanych w 1997 roku: 15966.
- Nakład wydanych książek (łącznie): 93 739,2 tys. egz.
- Liczba tytułów literatury pięknej dla dorosłych: 2538.
- Liczba tytułów literatury pięknej polskiej dla dorosłych: 1403. W tym m.in.:
  - Powieści: 234,
  - Zbiorów opowiadań: 138,
  - Tomików poezji: 650.
- Liczba książek tłumaczonych: 3410. W tym m.in.:
  - z języka angielskiego: 2044,
  - z języka niemieckiego: 461,
  - z języka francuskiego: 297,
  - z języka włoskiego: 125,
  - z języka rosyjskiego: 60.
- Książki z dziedziny literaturoznawstwa: 233, łączny nakład: 199,8 tys. egz.
- Liczba egzemplarzy książek na 1 tys. mieszkańców: 2424.
- Największe nakłady:
  - Henryk Sienkiewicz – 268 tys. egz.
  - Jan Brzechwa – 144 tys. egz.
  - Stefan Żeromski – 132 tys. egz.
  - Adam Mickiewicz – 116 tys. egz.
  - Maria Konopnicka – 77 tys. egz.